# ハリスコ新世代カルテル
ハリスコ新世代カルテル（ハリスコしんせだいカルテル、スペイン語:Cártel de Jalisco Nueva Generación、通称:CJNG)は、ハリスコ州に拠点を置き、ネメシオ・オセゲラ・セルバンテス(「エル・メンチョ」)が率いるメキシコの犯罪組織及び麻薬カルテル。このカルテルは極端な暴力と広報活動を特徴としている。 ハリスコ新世代カルテルはさまざまな犯罪組織に多様化していることで知られているが、麻薬密売 (主にコカインとメタンフェタミン) が最も収益性の高い活動であることに変わりはない。このカルテルは、新しいシカリオ(暗殺者)やメンバーの訓練中にカルテルによって殺害された一部の犠牲者を共食いしたり、敵を攻撃するためにドローンやロケット推進手榴弾を使用したりしたことで知られている。
スペイン語ではハリスコ・ヌエバ・ヘネラシオン(Cártel de Jalisco Nueva Generación)、英語ではハリスコ・ニュー・ジェネレーション(Jalisco New Generation Cartel)と呼ばれている。また、 CJNGとも呼ばれている。

## 概要
2009年にミレニオ・カルテル(シナロア・カルテルの下部組織)を母体に、その幹部だったネメシオ・オセゲラ・セルバンテスとアビガエル・ゴンサレス・バレンシアにより創設された。
2023年現在は麻薬戦争においてシナロア・カルテルと並ぶ二大勢力となっている。

## 歴史
ハリスコ新世代カルテルは、シナロア・カルテルの創設者にして最高幹部として知られているイグナシオ・コロネル、別名「ナチョ、クリスタル王(King of Crystal)、大佐(El Coronel)」が2010年7月にメキシコ治安部隊に殺害された後に出現した。コロネルは死ぬ前に、シナロア・カルテルのリーダー、オスカー・オーランド・ナバ・バレンシア、別名「エル・ロボ」に命令を出していた。シナロア・カルテルの傘下組織であるミレニオ・カルテルは 、主にハリスコ州とコリマ州で活動し、後にミチョアカン州とメキシコシティでも活動していたが、コロネルが連邦警察によって射殺されたことで権力の空白が生じてミレニオ・カルテルは小さな派閥に分裂した。
分裂した派閥にはハリスコ新世代カルテルの創設者であるネメシオ・オセゲラ・セルバンテス(エル・メンチョ)が率いるハリスコ新世代カルテルとラミロ・ポソス率いるラ・レシステンシアがあった。ラ・レシステンシアは麻薬組織であるロス・セタスと同盟を結びシナロア・カルテルが支配する地域を巡る縄張り争い(抗争事件)を開始した。
シナロア・カルテルの傘下組織であったミレニオ・カルテルから分裂したハリスコ新世代カルテルとラ・レシステンシア及びロス・セタスは同じ縄張りを巡って激しい抗争事件を起こすこととなった。

### 初期の頃
ハリスコ新世代カルテルが最初に起こした事件は2009年6月、キンタナ・ロー州カンクンの住宅街に放置されたトラックの中で、メキシコ当局は3人の男性の死体を遺棄した事件であるとされている。ハリスコ新世代カルテルは男性3人の遺体のすぐそばに犯行声明と思われるメッセージを残した。

### 2011年のベラクルス虐殺
2011年の春にハリスコ新世代カルテル(CJNG)は敵対しているすべてのメキシコに活動拠点を置く麻薬カルテルに宣戦布告を宣言した上でグアダラハラ市を制圧すると表明した。しかし、2011年の真夏までに、ハリスコ新世代カルテルはシナロア・カルテルの指導者たちと会談を行った。会談ではガルフ・カルテル、ロス・セタスとの反セタス同盟を維持することに加えて、シナロア・カルテルは2011年にミチョアカン州のテンプル騎士団カルテルと同盟を結んだ。ハリスコ州にいるロス・セタスに対抗するために、シナロア・カルテルはハリスコ新世代カルテル(CJNG)と提携した。
2011年9月20日の大量殺人事件
2011年9月20日に、ベラクルス州ボカデルリオにあるショッピングモール付近の地下道で、男性23人と女性12人の計35人の遺体を乗せたトラック2台が発見された。35人の被害者は全員が敵対しているロス・セタスのメンバーであると当初見られていたが、ベラクレス警察当局が調査したところ、35人の被害者のうち軽微な犯罪事件に関与したのは6名のみで、それ以外の29人は組織犯罪に関与した者はいなかったことが後に判明した。
メキシコの新聞社エル・ウニベルサルによると午後17時30分頃、 武装集団が特定多数の車両がボカ・デル・リオの主要大通りを封鎖した。交通が止まると、武装した男たちが高速道路の真ん中に2台のトラックを放棄した彼らはトラックのドアを開け、 男性23人と女性12人を、通勤客が見守る中、駐機場に遺棄した。 武装集団は書かれたメッセージを残した。また、遺棄している間に他の武装集団はおびえた運転手に武器を向けた。遺棄が終わると犯人たちは現場から逃走した。
州当局者らによると、半裸の体がうつぶせにされ、手を後ろ手に縛られた状態で放置された人々の多くは拷問を受けており、大半が窒息死で、射殺されたのは1人のみであった。 被害者の中には警察官１人と１５歳と１７歳の１０代の少年２人が含まれていた。
2011年10月6日の大量殺人事件
2011年10月6日にベラクルス州ボカデルリオで、メキシコ海軍によって3家の異なる家で36人の遺体が発見された。 海軍は住宅街の家の中で20人の遺体を初めて発見した。そして別の家を捜索しているとさらに11人の遺体が発見された。最後の3 番目の家には 1 人の遺体があった。
他の4人の遺体はベラクルス州政府によって個別に確認された翌日、州司法長官レイナルド・エスコバル・ペレスが麻薬暴力を理由に辞任した。そして彼の辞任の翌日、ベラクルス市全域でさらに10人の遺体が発見された。ハリスコ新世代カルテル(CJNG)は2011 年10 月 7 日にベラクルスで 67 人が殺害された殺人事件にも関与したとされている。
2011年10月9日までのわずか18日間でベラクルス州当局はハリスコ新世代カルテルによると思われる100人の殺人事件を報告した。

### 政府の対応
麻薬犯罪組織との抗争事件及び麻薬犯罪組織による虐殺事件を受けて、メキシコ連邦政府はメキシコ軍をベラクレス州に派遣した。派遣されたメキシコ軍はベラクレス州でオペラティボ・ベラクルス・セグロ作戦を開始した。作戦内容は以下の通り
- 1 「カルテルが支配する地域を回復する」ため、ベラクルス州全土にメキシコ軍と連邦警察を配備を配備すること[22]。
- 2   麻薬カルテルのメンバーを捕まえるだけでなく、彼らの資金ネットワークと軍事ネットワークを解体するための諜報機関を設立すること[22]。
- 3   ベラクルス警察を評価・審査し、カルテルとの相関関係の可能性を検査すること[22]。
- 4    安全対策を改善するために連邦および州の資金を増額すること[22]。
- 5     政府が法と秩序を執行する唯一の主体であることを確認すること[22]。

### 2011年のメキシコ軍の駐留後
メキシコ連邦政府が派遣したメキシコ軍と連邦警察の駐留にもかかわらず、抗争事件・殺人事件が止むことはなく、2011年10月8日にベラクルス州ベラクルスでフォード・ロボの車内から7人の遺体を発見したと地元当局が発表した。また、2011年12月22日早朝にも ベラクルス州テンポアル・デ・サンチェスからイダルゴ州パチューカまで通っているメキシコ連邦道105号線を走行していた3台のバスが麻薬カルテルの武装メンバーに襲撃され16人が死亡した。当局は襲撃直後に調査を開始し銃撃戦の末に犯人5人を射殺したと発表した。死亡した16人の中にはアメリカ人も3人含まれており、タマウリパス州マタモロスにあるアメリカ領事館は深夜の移動を避けるように注意を促した。

## 現在
2024年現在、ハリスコ新世代カルテルはメキシコ政府によって一般的にメキシコで最も危険な犯罪組織であり、 シナロア・カルテルに次いで国内で2番目に強力な麻薬カルテルであると考えられている。
2019年3月12日に、テキサス州共和党議員チップ・ロイは、メキシコの犯罪組織であるハリスコ新世代カルテル、ガルフ・カルテル、ロス・セタスのカルテル・デル・ノレスト派をテロ組織として列挙する法案を提出した。ドナルド・トランプ前大統領も麻薬カルテルをテロ組織に指定することに関心を示していた。この法案が可決されるとアメリカ軍がメキシコ国内での軍事作戦が可能になる。しかし、メキシコ大統領のアンドレス・マヌエル・ロペス・オブラドールは、この方針に反対し撤回を求めた。また、アメリカ政府の閣僚からも米墨関係の悪化を危惧する声が上がり、12月7日にトランプ大統領は正式に撤回した。
ハリスコ新世代カルテルは暴力を利用して地域社会、その他の組織、政治を支配している。 ハリスコ新世代カルテルが支配している地域の政治は偏っており、国民にはカルテルと戦うための選択肢がほとんどないと指摘されている。 
メキシコの政治に対する脅威は、2018年のメキシコ大統領選挙中にハリスコ新世代カルテル(CJNG)が関与した死者数を見れば明らかであり、わずか1年で130人を超える政治家候補者の殺害は、CJNGがメキシコの各地域をどれほど支配しているかを思い知ることができる。
ハリスコ新世代カルテルの暴力の犠牲者は政治家候補者だけではない。2020年の時点で、ハリスコ新世代カルテルは数千人の民間人を殺害したと考えられている。
2020年までに、アメリカの麻薬取締局はハリスコ新世代カルテル(CJNG)を「最大の犯罪的麻薬脅威」とみなし、メキシコの元治安委員はこのグループを「メキシコの国家安全保障に対する最も差し迫った脅威」、「最も技術的に進歩し、洗練され、重武装した組織」、世界で最も危険で恐れられている犯罪組織」、「メキシコで最も危険な犯罪組織」との認識を示した

## 組織

### 上層部

2024年現在のハリスコ新世代カルテルのリーダーネメシオ・オセゲラ・セルバンテス(エル・メンチョ)

ハリスコ新世代カルテルは2024年現在の時点で創設者の一人であり「エル・メンチョ」ことネメシオ・オセゲラ・セルバンテスが率いていると見られている。彼の逮捕につながる情報に対し、アメリカ政府はこれまでに提示された最高額の報奨金の1つである1,000万ドル (約14億円) の懸賞金を提示した。メキシコ政府は独自に3000万ペソ（160万ドル）の報奨金を提示した。
米国麻薬取締局（DEA）はまた、逮捕で500万ドルの懸賞金がかけられている「エル・85」ことエリック・バレンシア・サラザールやウリセス・モラ・タピア、ホセ・マヌエル・アブザイド・エル・バイェ、アルフレッド・ガリンド・サラザールなどの他の幹部も特定して、行方を追っている。

## 戦闘部門
ハリスコ新世代カルテル(CJNG) は、8 つの武装部門からなる準軍事組織を創設させている。 その内容は、都市部や農村部の準軍事的統制から、敵対組織に対する特別作戦の実行、ハリスコ新世代カルテルのリーダーであるネメシオ・オセグエラ (エル・メンチョ) を中心とする親衛隊の結成に至るまで多岐にわたる とされている。各派閥には特定の役割が割り当てられており、そのために専門的な訓練を受けている。メキシコ政府の調査機関である国家警備隊向けに作成された警察諜報文書では、ネメシオ・オセグエラ・セルバンテス(エル・メンチョ)をリーダーとする44人の指導部のうち、 13年間所属しているのはたったの5人だけであることも明らかにしている。 
報告書では、アメリカが「懸念している」メキシコに本拠を置く２大犯罪組織のうちの１つの強固な構造を示している。もう一つはシナロア・カルテルである。CJNGが活動地域としいる州または地域の「調整」の責任者が誰であるか、その家族関係、さらには犯罪グループの法務チームや「法的保護グループ」の統合についても情報が提供される。 
昨年8月3日付の文書の1つ「ハリスコ州の犯罪状況」には「CJNGの犯罪構造」が含まれている。写真とともに、米国が国家安全保障に対する「脅威」として分類した犯罪グループの44の指揮官職のほとんどを特定している。  

### 正規部隊
最も多くのコマンドを備えたハリスコ新世代カルテル(CJNG)の準軍事組織はグアダラハラ都市圏に置かれている。犯罪状況文書にはネメシオ・オセグエラ・セルバンテス(エル・メンチョ)の直接の運営者6名が記載されており、そのうち4名は写真で特定されている。最初は、フランシスコ・ハビエル・グディーニョ・ハロ(通称:ヘン、オンドリ、クッキー)である。メキシコのメディアでは、2020年12月18日にハリスコ州アリストテレス・サンドバル前知事を殺害した作戦に参加し、2020年6月にメキシコ市公安長官のオマル・ガルシア・ハルフチに対する襲撃を命令した疑いで告発されている。
もう一人はチャベロのジョヴァンニ・ミシェル・テレス・マルティネスで、文書の中でこの地域での武器の移送と取引を担当していると特定されている。他にも、カード・オア・チェスのフリオ・セザール・モンテロ・ピンソンや、ガフェのダニエル・カウディージョ・デル・フィエロもいるが、後者が実際にメキシコ陸軍特殊部隊の航空機動部隊から訓練を受けているかどうかは文書では明記されていない。1つ目は、デルタ武装集団を指揮し、ガルシア・ハルフチに対する攻撃に参加したと書かれている。
写真は撮られていないが、セデナの文書にはルイス・エンリケ・シエラ・マチュカ(エル・ラーヨ)とロベルト・キロス・モンテハノ(エル・パロタス)の名前が記載されている。報告書は、後者がトラホムルコ・デ・ズニガでの炭化水素の盗難を担当していたと推測されている。1つ目は、2015年3月に当時のハリスコ州治安長官アレハンドロ・ソロリオの暗殺を担当していたと推定されている。この暗殺は失敗している。
北海岸と西シエラ地域の準軍事組組織は、ゴンサロ・メンドーサ・ゲイタン(エル・サポ)が率いてる。カルロス・マヌエル・エスピノーサ・キンテロがジュニー、アンヘル・ベルト・リンコン・ゴドイがグエロ。後者は、4月23日にメキシコ軍と州兵によって逮捕されたカルテルのリーダーの一人、サウール・アルベルト・リンコン・ゴドイの弟である。セデナ紙は、同氏がサンドバル前知事殺害の指導者であると認定した。サウールはメキシコ軍との衝突で受けた負傷で命を落とした。
一方、南東部地域におけるハリスコ新世代カルテル(CJNG)の準軍事組織は、フアン・カルロス・ゴンサレス・バレンシア(ビンボ)とガラのホセ・ルイス・メンドーサ・カルデナスが率いている。ゴンサレス・バレンシアはネメシオ・オセグエラ(エル・メンチョ)の義理の弟であり、非常に暴力的であると非難されている。一方で、メンドーサ・カルデナスは、シナロア・カルテルに対抗するためにハリスコ州の準軍事組織として創設された「マタ・ゼタス」の前身組織の一部であり、当時はイグナシオ・コロネルの指揮下にあったとされている。
他の準軍事組織については、主要なリーダーシップのみが言及されている。北部地域の場合はアベル・サンドバル・カスタニェダ(エル・クエルボ)が指揮しており、南海岸はルイス・マヌエル・ペラヨ・ペラヨ (el Meñoまたは18 )が率いている 。そしてバジェスにとっては、アウディアス・フローレス・シルバが準軍事組織を率いている。

### 民兵組織
CJNGには8つの武装部隊が確認されている。それぞれが実行する機能に応じて、独自の部隊名、紋章、アイデンティティ、命名法を持っている。割り当てられた任務に関する特別なトレーニングを受けている。
ハリスコ新世代カルテルの本拠地が置かれているハリスコ州のグアダラハラ都市圏で活動するグループはデルタとして知られている。この部隊は都市環境内を移動し、都市の四分円に部隊が展開されている。
エル・メンチョの警護を務めるのは最高司令部特殊部隊と呼ばれる部隊で、それは一種の親衛隊である。その機能は組織の指導者の安全を守ることとされている。彼らは最も高給取りの戦闘員だが、ボスのエル・メンチョのために命を捧げ、あらゆる攻撃から彼を守ることを躊躇しない。
南海岸地域で活動しているのはGente del Menchoと呼ばれる部隊である。太平洋に接しているハリスコ州からゲレーロ州まで担当している。
一方、敵対的なカルテルが支配する領域に入る部隊は、CJNG-エリートグループの特殊部隊と名付けられている。彼らは特定の人々に対する殺人を実行するために派遣され、作戦を実行する。
さらに、15の武装組織はオアハカ州からキンタナロー州までの国の南部および南東部地域で活動している。ハリスコ州とミチョアカン州の国境にはハリスコ新世代カルテルの特殊部隊が配備されている。即時対応エリート犯罪グループ(GEDRI)はロスアルトス地域で、国の北部地域ではCJNG2000が活動している。

## ハリスコ新世代カルテルにおける女性

### 女性構成員
ハリスコ新世代カルテルは他の麻薬カルテル同様に多数の女性を活用していることが知られている。 女性がハリスコ新世代カルテルや傘下の犯罪組織で働くことになる主な理由は暴力による強制加入、恋愛関係、家族による虐待からの逃避など多岐に渡る、。

2023年11月28日に発行されたインターナショナル・クライシス・グループによる報告書「犯罪のパートナー：メキシコの違法グループにおける女性の台頭」によると、現在、ハリスコ新世代カルテルの現役構成員の5～8％が女性であるとされている。ハリスコ新世代カルテルに所属している女性は男の構成員と同じ役割を与えられている。

ハリスコ新世代カルテル(CJNG)と最も関係がある女性は、「ラ・ジェファ」とも呼ばれるロザリンダ・ゴンサレス・バレンシアだとされている。ロザリンダはミチョアカン州アギリラ市出身で、ハリスコ新世代カルテルのリーダーでメキシコの麻薬王ネメシオ・オセゲラ・セルバンテス「エル・メンチョ」の妻であり、「ロス・クイニス」の指導者アビガエル・ゴンサレス・バレンシアの妹である。また、 CJNG創設の2009年から現在まで、犯罪組織が画策したとされる殺人事件に関与した数人の女性が逮捕されているが、その中でもハリスコ新世代カルテルの最初の殺し屋と考えられている『アナ・カレン・ブラボ・グティエレス』も広く知られている。アナは 「ラ・チバ・ロカ」、「ラ・ロカ」、「ラ・グエラ」、「ラ・セニョーラ」の通称で知られている。アナは、2013 年3月にハリスコ州で発生した元観光長官ホセ・デ・ヘスス・ガレゴス・アルバレス殺害の犯人の一人として特定され事件から1年後に逮捕された。

### フェミサイド
チワワ州マデラスでは、殺害された女性３人の遺体の横に「ここに見張りがいる」というメッセージが残された。
2018年にもタバスコ州ビジャエルモサで女性の遺体にCJNGの署名が入ったメッセージが残された事件があった。また、「おばあちゃんによろしく」などのメッセージが残された男性の遺体が発見される事件も起きた。
シウダー・フアレスでは、父親を誘拐したが娘たちを処刑した事件があった。女性を殺害することで送られるメッセージは非常に象徴的であった。

## メキシコでの活動
ハリスコ新世代カルテルは2023年時点でメキシコ合衆国内でシナロア・カルテルに次ぐ勢力を誇り、メキシコ麻薬戦争ではメキシコ軍やメキシコ連邦警察とも戦闘を続けている。

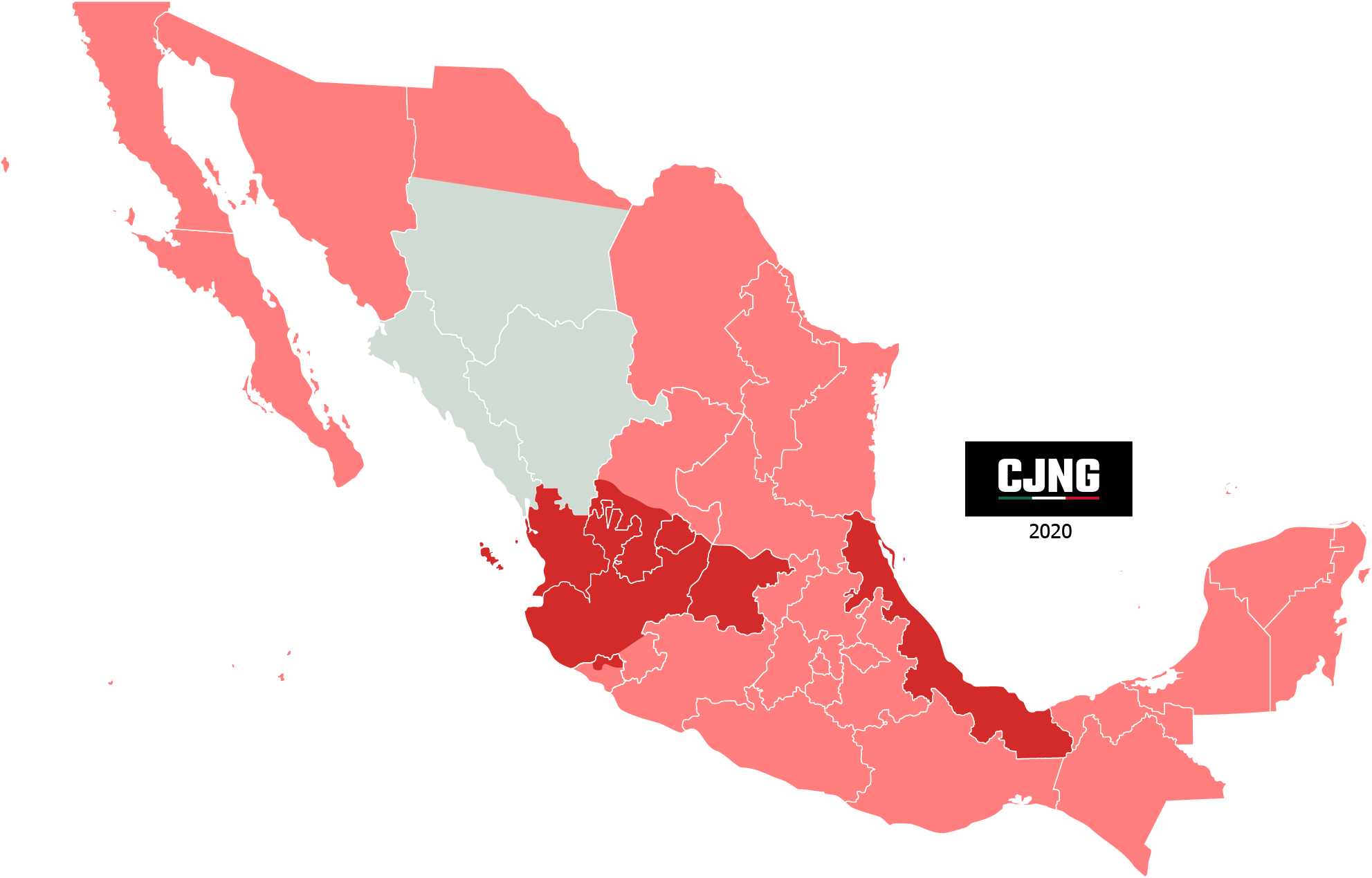
2020年におけるハリスコ新世代カルテルの活動地域

2020年時点でハリスコ新世代カルテルは急成長を続けているが、すべての地域を支配することはできていない。
2020年時点でハリスコ新世代カルテルは、メキシコ国内のハリスコ州、ナヤリット州、コリマ州、ミチョアカン州のラサロ・カルデナス港、ベラクルス州東部、石油が豊富なことで知られているグアナファト州、プエブラ州、ケレタロ州、イダルゴ州の中部地域。アメリカ合衆国との国境を接しているソノラ州、国境都市ティファナ、フアレス、ミチョアカン州、ゲレーロ州、メヒコ州の一部地域で活動が確認されている若しくは領土を狙っている。また、ハリスコ新世代カルテルは2020年6月にメキシコ合衆国の首都メキシコシティの公安長官に対する暗殺未遂事件によりメキシコシティにも活動範囲を広げている可能性が指摘されている。

### ハリスコ州
ハリスコ州はハリスコ新世代カルテルの本拠地が置かれており、特に強大な地盤を有している。

ハリスコ州の位置

CJNGは2010年からハリスコ州で活動しており、麻薬販売と闇市場で徐々に支配力を獲得してきた。メキシコの14の州では、CJNG とその関連組織が主に民間人を対象とした暴力行為を行っており、これが2018年以降のハリスコ新世代カルテルの活動の40%以上を占めている。総合すると、CJNGとその関連組織の活動は、依然としてメキシコ全土で最も暴力的な州の 1 つであるハリスコ州での暴力の増加の原因となっている。一方で、武装勢力との抗争事件は活動の4分の1に過ぎないが、これは州内でCJNGの存在感がますます支配的になったためとみられる。
これらの衝突はハリスコ州の州都グアダラハラ市とその周辺自治体に集中しており、そこでは犯罪グループが地元の麻薬市場をめぐって争っていることが確認されている。しかし、2021年以降、CJNGの活動に占める武装勢力との衝突の割合が増大しており、これは特にサカテカス州とミチョアカン州に隣接する自治体におけるシナロア・カルテルやかつてCJNGと同盟を結んでいたロス・パハロス・シエラとの抗争事件が原因となっている。同様に、グアダラハラ都市圏や州境沿いの治安不安と戦うために軍や州兵の派遣が徐々に増員されたことを受け、CJNGとその関連組織は2021年以降、治安部隊との衝突が増加傾向にある。2023年2月に連邦当局はサカテカス州との国境沿いの自治体における治安活動の管理を引き継いだと発表した。

### ナヤリット州とコリマ州

ナヤリット州の位置

コリマ州の位置

近隣のナヤリット州とコリマ州では、他の州に比べて暴力のレベルが低いが、これはおそらく同州での犯罪行為に対するCJNGの覇権によるものと推測されている。19の州における暴力は、ハリスコ州と同様、主に民間人を標的としたものである。
コリマ州では、2022年にハリスコ新世代カルテルとロス・メスカレス・ギャングとの同盟が解消されると、暴力的な衝突が勃発した。ハリスコ新世代カルテルは準同盟を防止し、同盟組織を厳しく管理することで指導力を維持するために中央集権的な構造を採用しているが、ロス・メスカレスとの紛争は依然として分裂しやすいことを示している。この同盟は、2022年1月25日の刑務所内でのギャングのメンバー間の衝突により9人の死亡が報告されたことを受けて解消した。それ以来、このグループはコリマ州と、アジアからの医薬品製造用化学前駆物質の戦略的侵入地点であるマンサニージョ港周辺地域の支配をめぐって戦ってきた。ロス・メスカレスとシナロア・カルテルとの新たな同盟によって引き起こされたとされる衝突は、2022 年の暴力行為の倍増に原因となった。

### ベラクルス州

ベラクルス州の位置

ベラクルス州では、他の犯罪組織との競争が続いているにもかかわらず、CJNG がその存在感を強化した。2012年にロス・セタスが分裂し始めた後、23、 CJNG は大西洋への戦略的な出口とヨーロッパへの麻薬密売回廊を提供するベラクルス港を含む、この州のいくつかの地域を支配下に置いた。[24]しかし、ロス・セタスの残党グループとガルフ・カルテルに協力するグループが州全域の紛争を統制しており、[ 25]ベラクルスでは武装勢力が関与する高レベルの暴力が継続している。CJNG とその関連組織が初期から存在していた他の州と同様に、武装勢力との衝突と比較して、民間人を標的とした活動が大きな割合を占めている。2019年以降、組織犯罪対策の強化に伴い、治安部隊との衝突も増えている。26ベラクルス州における CJNG による暴力は、同州の南部と中央部、特にコアツァコアルコス市、ベラクルス市、ハラパ市の間の太平洋沿岸、およびプエブラ州とオアハカ州との境界沿いに集中している（下の地図を参照）。プエブラ州境沿いの地域における CJNG の活動は、恐喝と石油密売ルートの規制に重点を置いているが27、オアハカ州との国境沿いの自治体は人身売買と麻薬密売の戦略的拠点となっている。

## アメリカ合衆国での活動

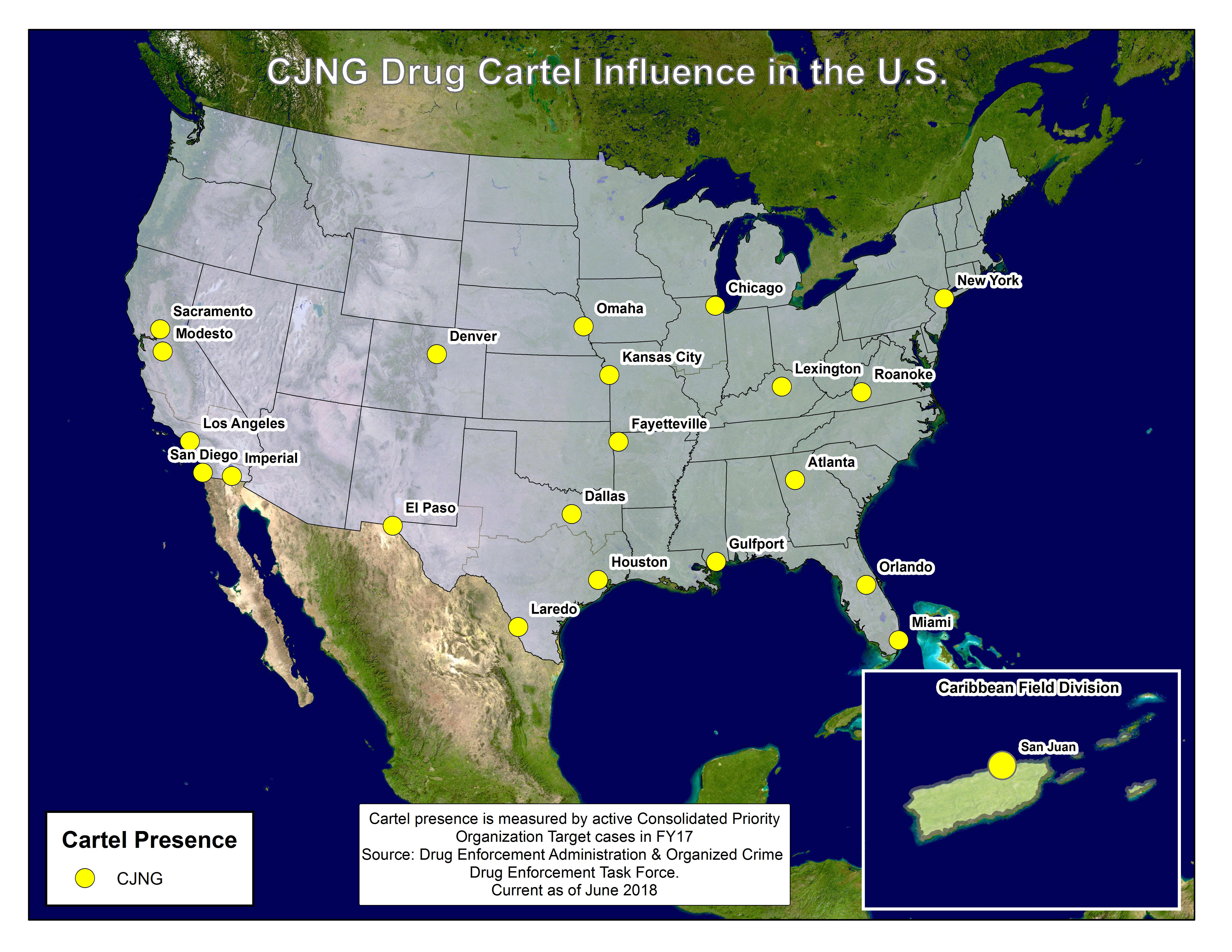

メキシコの隣国であるアメリカ合衆国でもハリスコ新世代カルテルの脅威は日に日に高まっている。ハリスコ新世代カルテルは2018年時点で、メキシコと国境を接しており、密輸のルートとなっているサンディエゴ、チュラビスタ、カレクシコ、エル・パソ、ラレド、ブラウンズビルやアメリカの大都市であるロサンゼルス、ニューヨーク、シカゴ、ヒューストン、アトランタに主要な拠点を置いている。ハリスコ新世代カルテルはアメリカ南西部の国境沿いで存在感を高め、全国の多くの小規模な都市や町で事業を展開していることが確認されている。このため、これは米国法執行機関にとって重要な優先事項となっている。

## 南米での活動
南米は麻薬製造の拠点が数多く設置されていることからメキシコ中の麻薬犯罪組織が活動範囲にしている。ハリスコ新世代カルテルはコロンビア、ペルー、エクアドル、ブラジル、ベネズエラ、チリ、ボリビア、パラグアイ、ガイアナ、アルゼンチン、ウルグアイで活動が確認されている。
コロンビア
コロンビアにはかつてメデジン・カルテルやカリ・カルテルといった強力な麻薬カルテルが存在しており、1980年代〜1990年代にはコロンビア麻薬戦争によって全世界に悪行を轟かせた。メデジン・カルテルは1993年に壊滅し、カリ・カルテルは現在も健在であるが規模は縮小しているとされ、変わって麻薬流通の結節点におけるメキシコのカルテルの支配力により、コロンビアの供給業者から権力が移っている。
メキシコの犯罪組織であるハリスコ新世代カルテルはコロンビアの犯罪組織である国民解放軍（ELN）、クラン・デル・ゴルフォ、コロンビア革命軍（FARC）などの反体制派と同盟を結んでいる。
2024年現在コロンビアではハリスコ新世代カルテルの勢力が拡大している。そして、この拡大の影響を受ける地域の 1 つは、国の北東部に位置し、ベネズエラとの国境に隣接する自治体であるティブという街である。
ネルソン・レアル・ロペス市長はユニビジョンに対し、「メキシコ人」はもはやコカインの購入に限定せず、自国に戻って麻薬密売を始めることを望んでいない、と説明した。今、彼らは「土地の所有者」になりたいと考えている、と市長は言う。さらに、カルテルが農業に直接参入していると非難した。
ペルー
ペルーでは、コロンビアとの国境近くでコロンビア国民解放軍などと協力して麻薬製造の活動が確認されている。

## ヨーロッパでの活動

### アイスランド
アイスランドは人口38万人の小さな国であるものの、首都レイキャヴィークを始めとした都市では麻薬市場が存在している。 アイスランドはコカインの輸出先であり、欧州での供給増加、米国での消費減少、南米での生産率上昇などの世界的な傾向の影響を受けて、消費量が増加している。COVID-19パンデミックによりコカインの供給が一時的に中断されたが、この不足は回復した可能性が高い。大都市圏の廃水サンプルによると、コカインの消費量はCOVID以前のレベル近くまで「回復」したようだ。コカインの取引はデジタルプラットフォームやダークウェブに移行し、犯罪者の匿名性が高まり、法執行機関からの保護が強化されている。同国で入手可能なコカインの純度が高いことが、過剰摂取の増加の一因となっている。
アイスランドの大麻取引には、大規模な栽培と組織犯罪が絡んでおり、主催者、栽培者、小売業者がそれぞれ異なる役割を果たしている。国内生産が国内需要の大半をカバーしているものの、市場には輸入大麻がわずかながら存在する。アイスランドの専門家は、国民の大麻使用率が高いと報告されていることに疑問を呈しており、その使用率は他の西側諸国とそれほど変わらないと示唆している。アイスランドの法執行機関は、大麻生産者に対して行動を起こし、栽培地を解体し、相当数の大麻植物を押収している。
アイスランドの合成麻薬取引には、アンフェタミン、MDMA/エクスタシー、非ヘロインのアヘン誘導体などの物質の輸入と国内生産が含まれます。これらの薬物は主に、レイキャビクのケプラヴィーク空港、およびアイスランドとデンマークを結ぶセイジスフィヨルズル発のスミリルラインフェリーで国内に持ち込まれます。（少量は通常、空港で押収されます。）コンテナ密輸も使用されている。2021年の押収件数は前年とほぼ同じであったが、合成麻薬、特にアンフェタミンの使用が増加しています。レイキャビクの廃水レポートは、他の北欧やヨーロッパの首都に匹敵する合成麻薬市場の規模をさらに裏付けている。市場にアンフェタミンが豊富にあるのは、エル・メンチョ率いるハリスコ新世代カルテルを含む犯罪組織と地元の生産拠点のおかげであるとされている。

### アイルランド
ハリスコ新世代カルテルは最大の敵対組織であるシナロア・カルテルとアイルランド最大の麻薬犯罪組織とされているキナハン・カルテルと10年以上にわたってアイルランドの支配権を争っている。 アイルランドで生産されている唯一の薬物は大麻である。過去数年間に、アルファフェニルアセトアセトニトリル（APAAN）やベンジルシアン化物などの前駆物質、ピペロニルメチルケトン（PMK）やベンジルメチルケトン（BMK）などの前駆物質がアイルランドで検出されている。アイルランドでは合成薬物は生産されておらず、一般的な違法薬物がここで錠剤化されることは少ない。アイルランドは通過国ではなく、最終供給源と見なされている。その長い海岸線は、英国（UK）やその他のヨーロッパ諸国に薬物が持ち込まれるルートとして機能している。2022年に、歳入委員会とアイルランド警察（AGS）がアイルランド島で実施した法執行活動によると、アイルランドに持ち込まれた違法薬物はハリスコ新世代カルテルの物も含まれている。

### アルバニア
ハリスコ新世代カルテルはアルバニアマフィアと協力してアルバニア国内で活動している。アルバニアは、トルコ、イラン、アフガニスタン、パキスタンからバルカンルートを経由してヨーロッパに密輸されるヘロインの中継国である。密輸は、ヘロインのサプライチェーンに関与する他の犯罪者と協力することで知られる組織犯罪者によって行われている。ヘロインのほとんどは北マケドニアを経由してアルバニアに密輸されるが、ヘロイン加工施設がアルバニア警察によって国内で発見されている。アルバニアは国境を越えたヘロイン取引において引き続き役割を果たしているものの、国内でのヘロイン消費は限定的である。アルバニアは、ラテンアメリカからヨーロッパに密輸されるコカインの中継国である。西ヨーロッパのコカイン市場に関与するアルバニアの犯罪グループは、EU諸国全体で密輸だけでなく、保管や流通活動も行っている。アルバニアのマフィア風のグループは、英国、スペイン、ベルギー、オランダ、ドイツなどの主要都市で麻薬密売を拡大することを目的として、海外にアルバニア語を話す衛星コミュニティを作り、同胞を募集することで知られている。アルバニアもコカインの輸出先国だが、国内消費が比較的少ないため、その割合は低い。
アルバニアは少なくとも10年間、ヨーロッパ最大の大麻生産国の一つであり、同国では大麻市場が他の麻薬市場よりも広がっている。しかし、警察の介入、農園の破壊、ビジネスモデルを変更するための政府の取り組みにより、2016年以降、大麻栽培は大幅に減少している。大麻生産の減少にもかかわらず、アルバニアは特にEU向けの大麻の供給国であり、麻薬の密輸には海路と陸路が使用されている。同国の大麻生産は、屋外栽培から屋内栽培に移行している。さらに、アルバニアの犯罪組織は、英国やスペインなどの外国で大麻の生産、加工、流通をますます行っている。アルバニアの合成麻薬市場は、生産量が少なく消費量も少ないため、国内最小の麻薬市場だが、近年拡大している。合成麻薬は、主にセルビアやブルガリアなどの近隣諸国や、さまざまなEU諸国、それにメキシコからアルバニアに輸入されている。

イギリス
ハリスコ新世代カルテルはイギリスの首都ロンドンなどに活動拠点を置いており、メキシコや中南米からの麻薬密輸に関与しているとされている
イタリア
ハリスコ新世代カルテルはイタリアのマフィアと協力して麻薬の密輸・密売に関与している
スペイン
ハリスコ新世代カルテルはスペイン王国でも活動が確認されている
2023年にスペイン地方警察は首都マドリード北西部のアビラでハリスコ新世代カルテルから密輸されたとされるコカインなどの200万ユーロ相当の麻薬を押収したと発表した。
その他
ハリスコ新世代カルテルはこれら以外のオランダ、フランス、クロアチア、スロベニア、ベルギーでも地元のストリートギャングと協力して活動拠点を設置し、活動している。

## アジアでの活動
日本
2022年1月25日、稲川会と住吉会の組員が約170キロの覚醒剤を密輸したとして逮捕された。警視庁によると組員たちは2021年5〜7月、メキシコから海路で東京湾に届いた覚醒剤の受理や配送に関わっていた。この覚醒剤の発送元はハリスコ新世代カルテルとみられている。
韓国
韓国は中国、オセアニア、その他のアジア地域へのコカインの重要な拠点となっている。釜山港は、輸送されるコンテナの数を考慮すると、北東アジアにおける重要な位置（世界の重要性で第6位）を考慮すると、ラテンアメリカからのコカインの到着において重要な役割を果たしいると推測されている。
中国
2023年6月23日、アメリカ司法省はフェンタニルの原料をシナロア・カルテルとハリスコ新世代カルテルに密売していたとして中国の企業と関係者を起訴した。

## 関係しているとみられる事件
2011年
- 9月20日、ロス・セタスのメンバー35人が武装集団に襲撃され殺害。遺体は路上に放置される。その後、武装集団はマタ・セタス(「セタス殺し」という意味)という名義で犯行声明を出す。

2015年
- 4月6日、警察の車列が待ち伏せしていた武装集団に襲われ、警察官15人が死亡、5人が負傷した[67]。
- 5月22日、警察と武装集団との間で銃撃戦が発生し、警察官1人を含む43人が死亡した[68]。

2017年
- 1月21日、海辺のリゾート地であるマンサニージョ近くに乗り捨てられていたタクシーの中から頭部のない7体の遺体が発見された[69]。

2018年
- 1月4日、ベラクルス州で5人の頭部が麻薬組織「ハリスコ新世代（Jalisco New Generation）」の署名が入った脅迫メッセージと共に、タクシーのボンネットの上に置かれていた[70]。
- 3月19日、グアダラハラの映画学校に通う男子学生3人が行方不明になり映画監督のギレルモ・デル・トロらが解放を求めて激しい抗議デモをしていたが、翌月の4月23日に3人が溶かされた酸が入った樽を警察が押収し、3人の死亡を確認した[71]。

2020年
- 6月16日、コリマ州で連邦判事夫妻が来訪した男2人から約20発の銃弾を浴びせられ射殺された。判事は2018年に組織の最高幹部の刑務所移送の決定を下しており、その報復とみられている[72]。
- 6月26日、メキシコ市内の高級住宅街でガルシア・アルフッシュ治安庁長官が乗った乗用車が、武装勢力の襲撃を受けて長官が負傷、警護の2人と出勤途中の女性1人が巻き添えで死亡した。 長官はCJNGによる犯行だとして非難するメッセージを公表した[73]。

2024年
- 6月3日にミチョアカン州コテハの女町長ヨランダ・サンチェスが19発銃撃され死亡した。[74]

2025年
- 5月20日にメキシコ市、クララ・ブルガダ市長の秘書二人がベニート・フアレス区の路上にて、バイクに乗った男に射殺された。[75]